# Żubr (пиво)
Пиво Żubr — Польский лагер, который варит пивоваренная компания Kompania Piwowarska SA. Ранее оно было известно под названием Dojlidy — по наименованию пивоварни в Белостокском районе, где оно производится.

## Бренд
Пиво Żubr варится с момента открытия пивоварни в Белостоке в 1768 году. В 2003 году всё производство было куплено дочерней компанией SABMiller — Kompania Piwowarska SA. Пиво содержит 12,1 % (по весу) экстракта и 6,0 % алкоголя. В настоящее время оно производится на трёх заводах Kompania Piwowarska: Белостоке, Познани и Тыхы.

## Маркетинг
Пиво доступно на всей территории Польши, а также во многих пабах Великобритании, что обусловлено спросом на пиво со стороны Польского населения Великобритании. В настоящее время это второе по популярности пиво в Польше, занимающее 14 % рынка. В Соединенных Штатах оно встречается редко, хотя недавно его начали продавать различные розничные торговцы в Чикаго.
Для банок и бутылок используется характерная зеленая упаковка или этикетка. На логотипе изображен зубр, или европейский бизон.

## Prażubr, Bizon и Prabizon
В апреле 2016 года компания Kompania Piwowarska выпустила на рынок еще одно специальное пиво. Prażubr — это непастеризованный лагер с умеренной горечью и содержанием алкоголя 5 % об. Он доступен в бутылках и в банках объемом 500 мл. Рецепт был разработан на пивоварне Dojlidy Białystok. Название продукта отсылает к степному бизону — млекопитающему плейстоценового периода, родственному современному европейскому бизону. Рекламные ролики также подчеркивают сходство между этими видами.